# Jagdgeschwader 136
La Jagdgeschwader 136  (JG 136) (136e escadron de chasseurs), est une unité de chasseurs de la Luftwaffe à l'aube de la Seconde Guerre mondiale.
Active de 1936 à 1938, l'unité était affectée aux missions visant à assurer la supériorité aérienne de l'Allemagne dans le ciel de l'Europe.

## Opérations
Le JG 136 opère sur des chasseurs :
- Heinkel He 51
- Arado Ar 64 et Ar 65

## Organisation

### I. Gruppe
Le Fliegerstaffel (J) 1 est formé le 1er octobre 1934 à Kiel-Holtenau, suivi du Fliegerstaffel (J) 2 à Kiel-Holtenau le 1er avril 1935.

Le 1er octobre 1935, le Fliegerstaffel (J) 1 devient le 1./JG 136 et le Fliegerstaffel (J) 2 devient le 2./JG 136.

Le 2./JG 136 fait mouvement vers Jever en 1er avril 1936.
Le Stab I./JG 136 est formé le 1er octobre 1936 à Jever, et le 3./JG 136 est formé à Garz/Usedom  (le 1./JG 136 est probablement déplacé sur Jever à cette même date).

Le 1er avril 1937, le 3./JG 136 devient 4./JG 136, et un nouveau 3./JG 136 est formé à Jever. 
Le 1er octobre 1937, le 4./JG 136 est utilisé pour former le I./LG Greifswald, et un nouveau 4./JG 136 est formé à Jever. 
Le 1er novembre 1938, le I./JG 136 est renommé II./JG 333 :
- Stab I./JG 136 devient Stab II./JG 333
- 1./JG 136 devient 4./JG 333
- 2./JG 136 devient 5./JG 333
- 3./JG 136 devient 6./JG 333

Et le 4./JG 136 est utilisé pour former le Trägergruppe 186.
Gruppenkommandeure (Commandant de groupe) :
| Début             | Fin               | Grade          | Nom                         |
| ----------------- | ----------------- | -------------- | --------------------------- |
| 1er octobre 1936  | 29 septembre 1937 | Major          | Hermann Edert               |
| 29 septembre 1937 | 1er novembre 1938 | Oberstleutnant | Carl-Alfred Schumacher (en) |